# Аппиан, Адольф
Адольф Аппиан (фр. Adolphe Appian; настоящее имя — Жак-Бартемели; 28 августа 1818, Лион — 29 апреля 1898, там же) — французский живописец, рисовальщик и гравёр.

## Биография

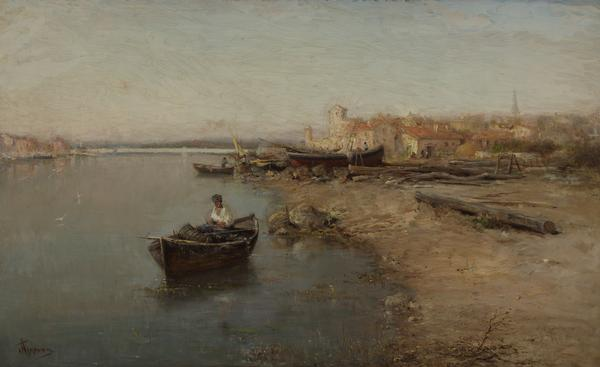
«Вечер в Мартиге», ок. 1850. Художественная галерея «Виктория», Бат

Родился в Лионе в 1818 году. Изменил своё имя на Адольф Аппиан, когда ему исполнилось пятнадцать. В период с 1833 по 1836 год учился в городской Школе изящных искусств. Его первыми учителями были Жан-Мишель Гробон (1770—1853) и Огюстен-Александр Тьерра (1789—1870). Позже он открыл студию в Лионе и работал дизайнером. В 1835 году приезжает в Париж, чтобы поучаствовать в Салоне, однако его работы не прошли отбор жюри. Впервые картины Аппиана будут выставлены на Салоне только в 1855 году, после чего он будет ежегодно, вплоть до смерти в 1898 году, принимать в нём участие. В 1852 году познакомился с Коро и Добиньи, которые сильно повлияли на его стиль. В 1868 году удостоен золотой медали Парижского салона. Дважды принимал участие во Всемирных выставках — в Лондоне (1862) и Париже (1889).
За свой вклад в живопись Аппиан был удостоен ордена Почётного легиона. Как гравёр, он оказал заметное влияние на американского художника Максфилда Пэрриша.

## Галерея

Некоторые работы
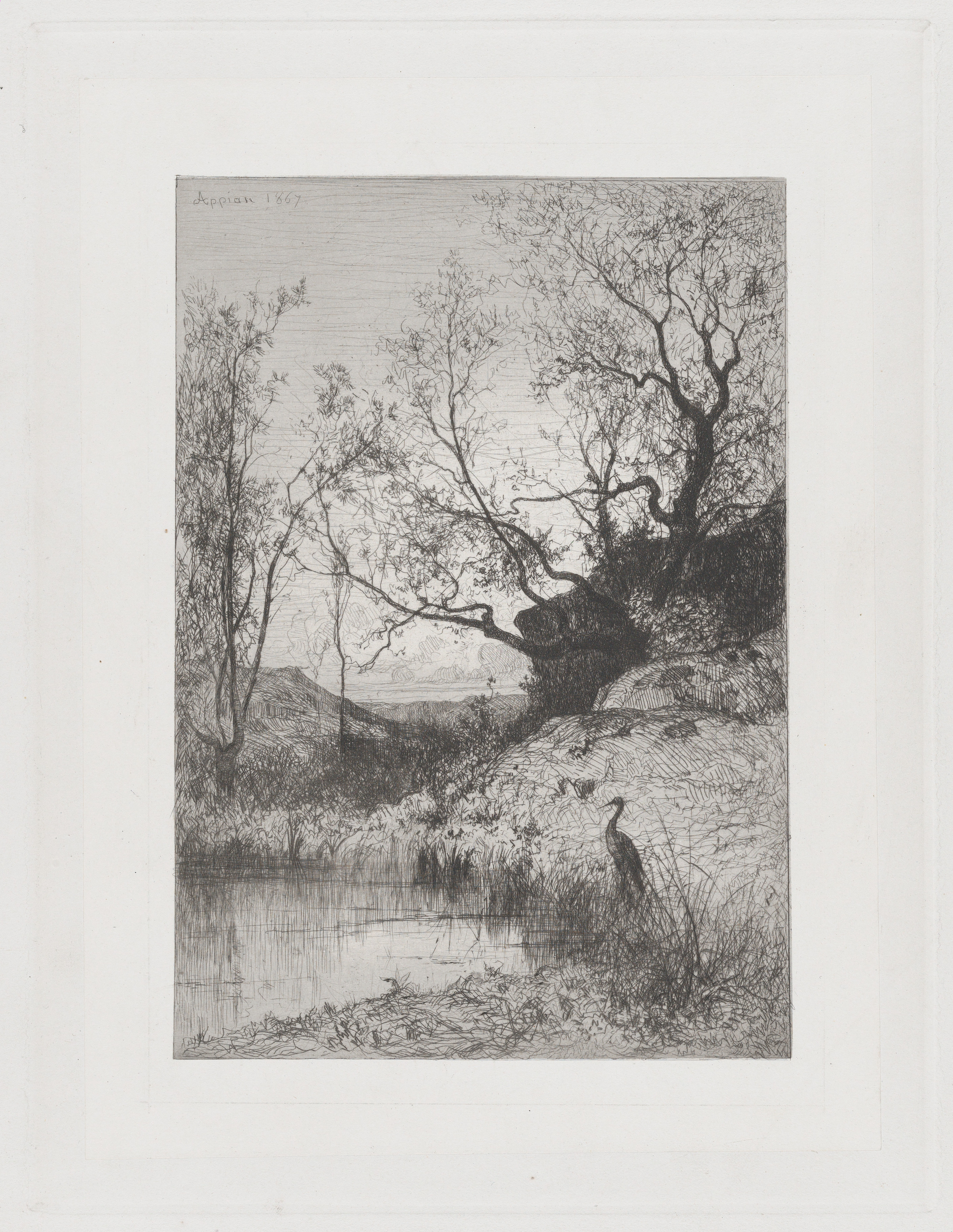
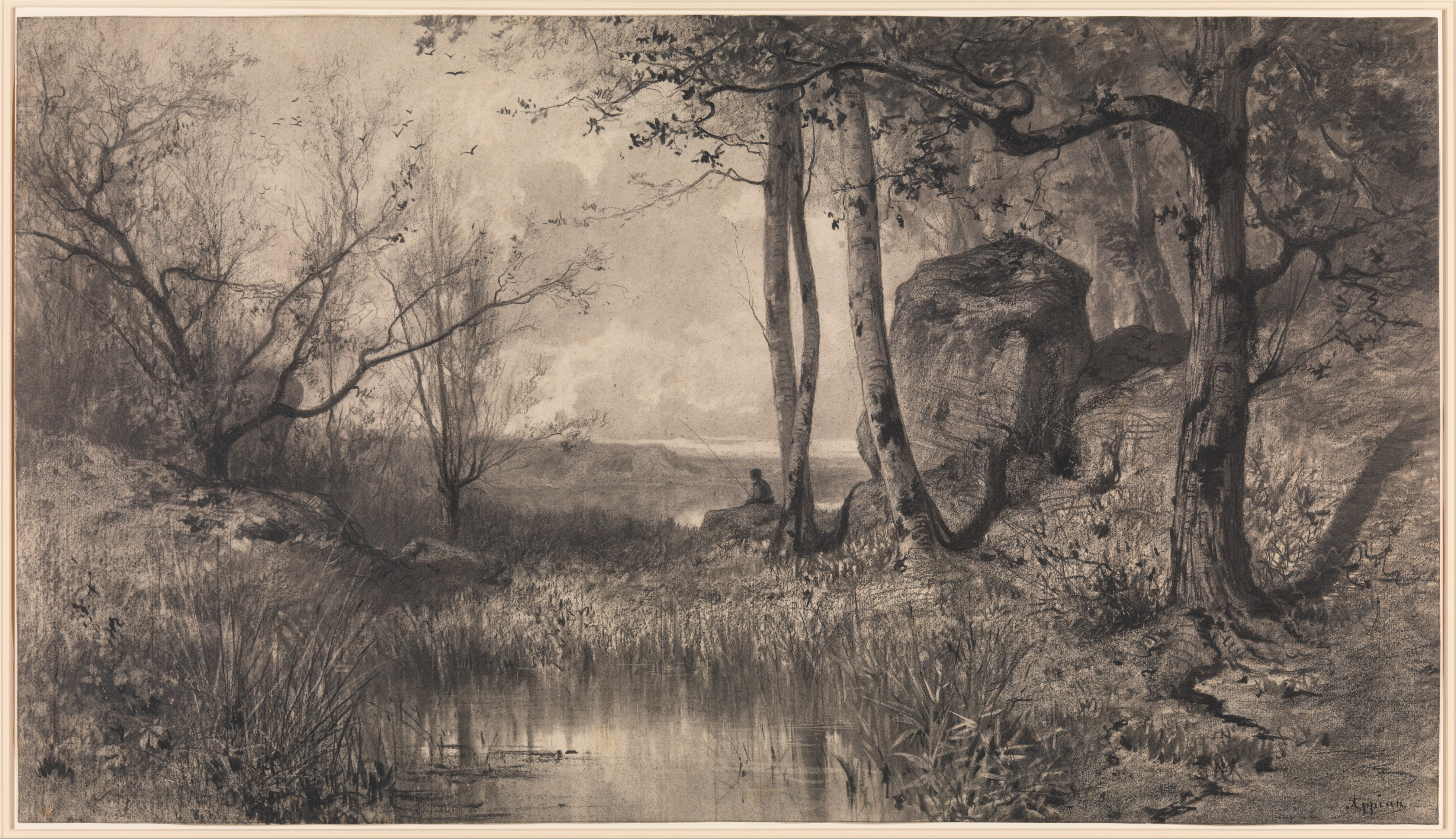
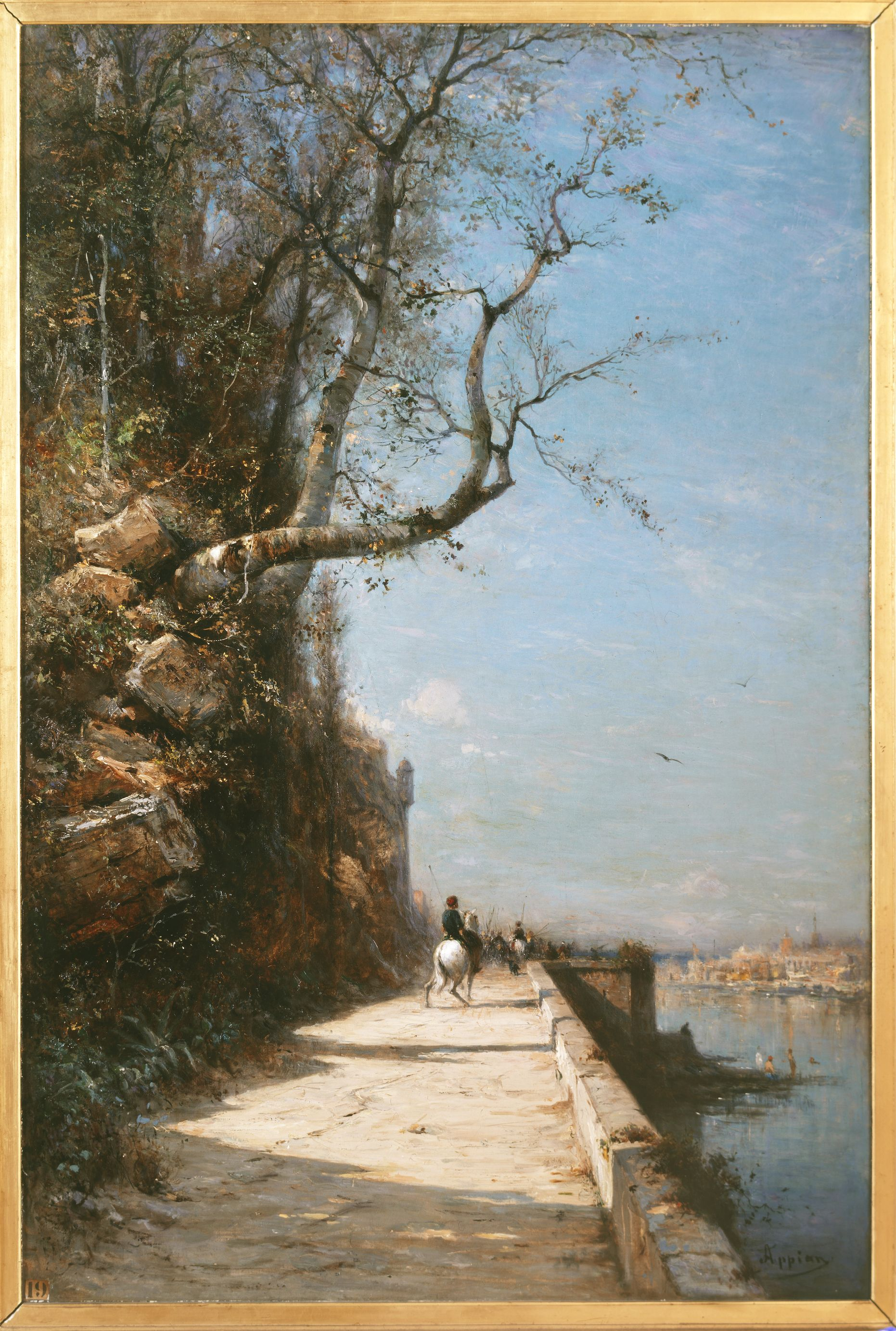
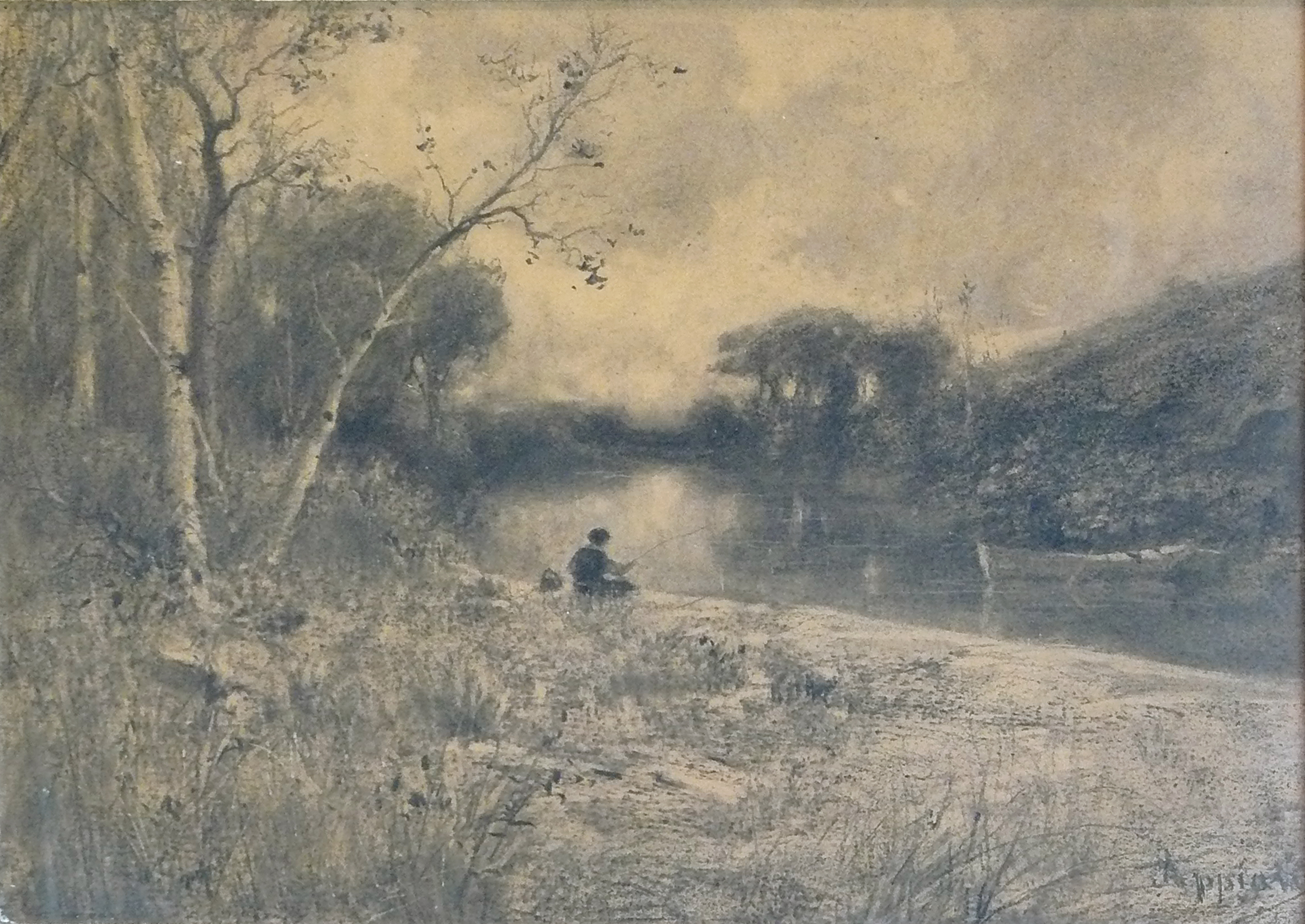
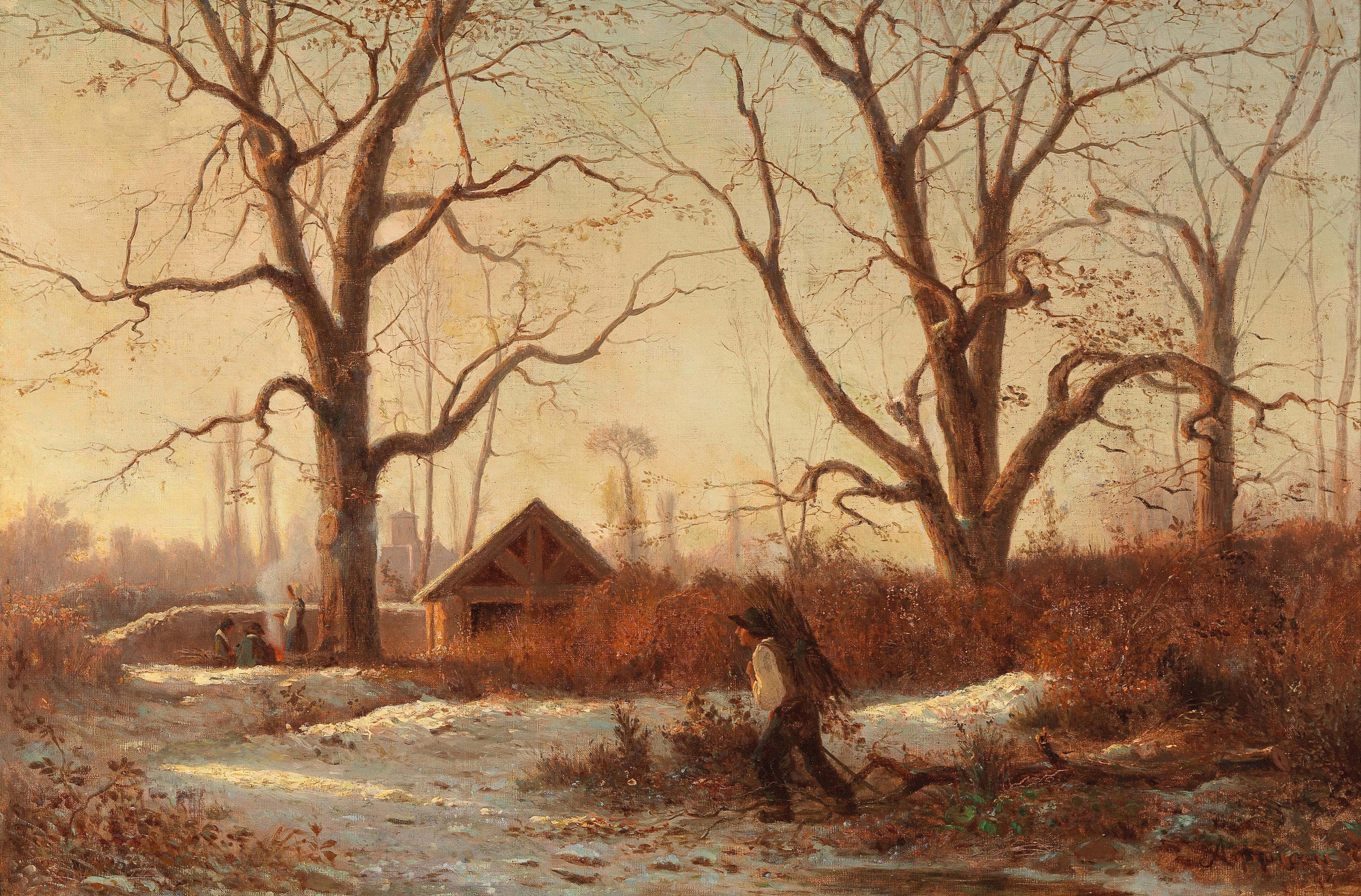
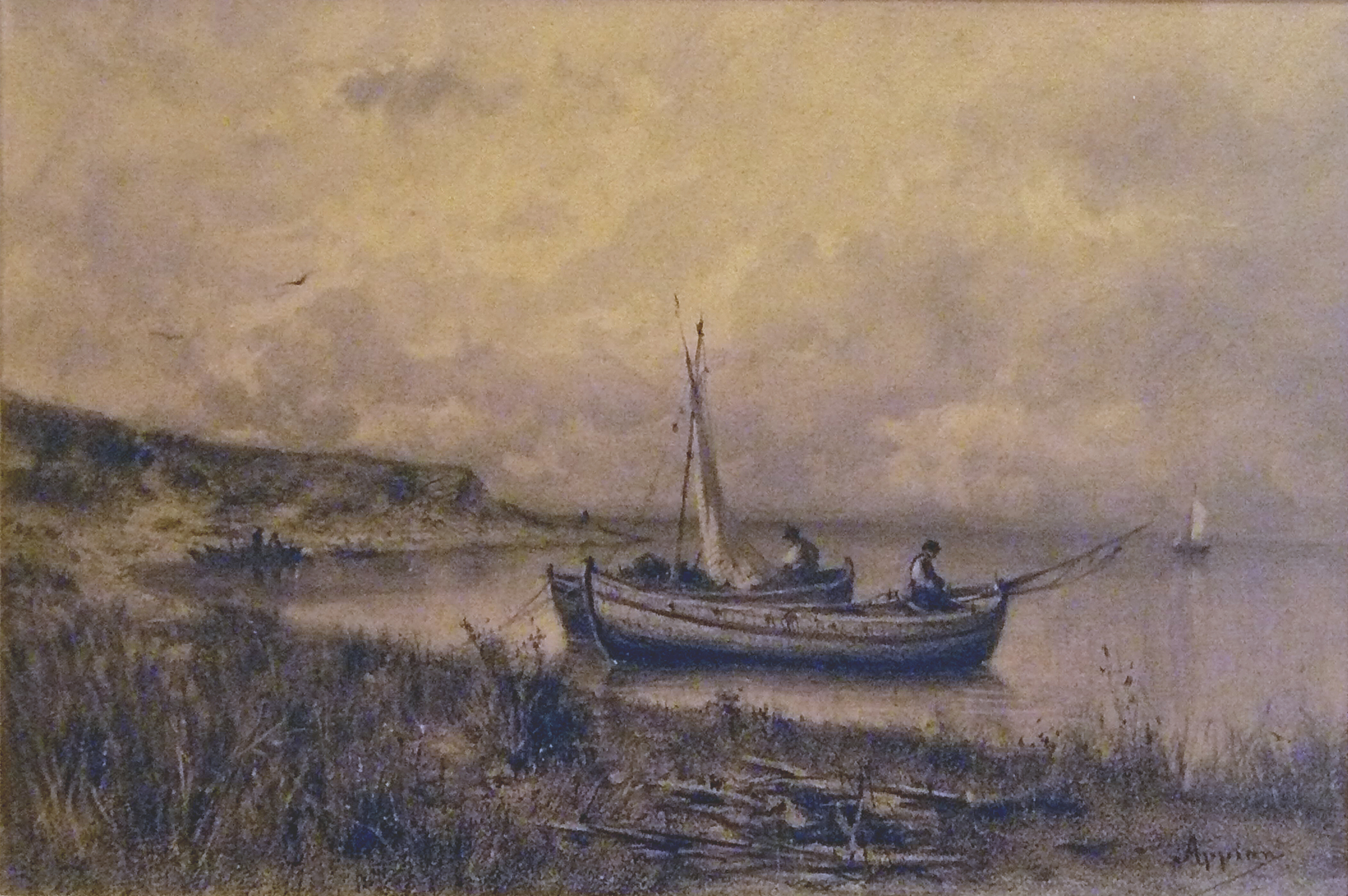